# Svjetsko prvenstvo u vaterpolu 2019.
Svjetsko prvenstvo u vaterpolu 2019. održano je 2019. u Gwangju u Južnoj Koreji u okviru 19. Svjetskog prvenstva u vodenim športovima. Ovo sportsko natjecanje se održalo pod pokroviteljsvom Svjetske organizacija vodenih športova (FINA) i Južnokorejske organizacija vodenih športova.
Svoj ukupno četvrti naslov neočekivano je osvojila Italija, postavši tako najuspješnija zemlja u povijesti svjetskih prvenstava.

## Sastavi
- Hrvatska: Marko Bijač, Ivan Marcelić, Andro Bušlje, Marko Macan, Hrvoje Benić, Luka Lončar, Josip Vrlić, Maro Joković, Xavier García, Lovre Miloš, Loren Fatović, Ante Vukičević, Anđelo Šetka; izbornik Ivica Tucak
- Srbija: Dimitrije Rističević, Dušan Mandić, Viktor Rašović, Sava Ranđelović, Miloš Ćuk, Đorđe Lazić, Nemanja Vico, Radomir Drašović, Nikola Jakšić, Strahinja Rašović, Nikola Dedović, Ognjen Stojanović, Lazar Dobožanov; izbornik Dejan Savić
- Grčka - Manos Zerdevas, Konstantinos Genidounias, Dimitris Skoumpakis, Marios Kapotsis, Yanis Fountoulis, George Dervisis, Aleksandros Papanastasiou, Stelio Argyropoulos, Kostas Mourikis, Chistodoulos Kolomvos, Angelos Vlachopoulos, Aleksandros Gounas, Konstantinos Galanidis; izbornik Theodoros Vlachos
- Španjolska - Daniel López Pinedo, Alberto Munarriz, Álvaro Granados, Miguel del Toro, Sergi Cabañas, Marc Larumbe, Alberto Barroso, Francisco Fernández Miranda, Roger Tahull, Felipe Perrone, Blai Mallarach, Alejandro Bustos, Eduardo Lorrio; izbornik David Martín Lozano
- Italija - Marco Del Lungo, Francesco Di Fulvio, Stefano Luongo, Pietro Figlioli, Edoardo Di Somma, Alessandro Velotto, Vincenzo Renzuto, Gonzalo Echenique, Niccolò Figari, Michaël Bodegas, Matteo Aicardi, Vincenzo Dolce, Gianmarco Nicosia; izbornik Alessandro Campagna
- Mađarska - Viktor Nagy, Dániel Angyal, Krisztián Manhercz, Gergő Zalánki, Márton Vámos, Tamás Mezei, Tamás Sedlmayer, Szilárd Jansik, Zoltán Pohl, Dénes Varga, Bence Bátori, Balázs Hárai, Soma Vogel; izbornik Tamás Märcz
- Australija - Joel Dennerley, Richard Campbell, George Ford, Joe Kayes, Nathan Power, Lachlan Edwards, Aidan Roach, Aaron Younger, Andrew Ford, Timothy Putt, Rhys Howden, Blake Edwards, Anthony Hrysanthos; izbornik Elvis Fatović
- Njemačka - Moritz Schenkel, Ben Reibel, Timo van der Bosch, Julian Real, Tobias Preuss, Maurice Jüngling, Dennis Strelezkij, Luuk Gielen, Marko Stamm, Mateo Ćuk, Marin Restović, Dennis Eidner, Kevin Götz; izbornik Hagen Stamm
- SAD - Alex Wolf, Johnny Hooper, Marko Vavic, Alex Obert, Ben Hallock, Luca Cupido, Hannes Daube, Matthew Farmer, Alex Bowen, Chancellor Ramirez, Jesse Smith, Max Irwing, Drew Holland; izbornik Dejan Udovičić
- Crna Gora - Dejan Lazović, Draško Brguljan, Đuro Radović, Marko Petković, Uroš Čučković, Aleksa Ukropina, Mlađan Janović, Bogdan Đurđić, Aleksandar Ivović, Vladan Spaić, Dragan Drašković, Nikola Murišić, Slaven Kandić; izbornik Vladimir Gojković
- JAR - Madi Lwazi, Etienne Le Roux, Timothy Rezelman, Nardus Badenhorst, Ethan Coryndon-Baker, Sven van Zyl, Jason Evezard, Nicholas Rodda, Dylan Cronje, Mark Spencer, Liam Neill, Donn Stewart, Keegan Clark; izbornik Paul Martin
- Brazil - Slobodan Soro, Logan Cabral, Pedro Real, Gustavo Coutinho, Roberto Freitas, Guilherme Almeida, Rafael Real, Heitor Carrulo, Bernando Rocha, Rudá Franco, Gustavo Guimarães, Luis Ricardo Silva, João Pedro Fernandes; izbornik Rick Azevedo
- Japan - Katsuyuki Tanamura, Seiya Adachi, Harukiirario Koppu, Mitsuaki Shiga, Yoshida Takuma, Atsuto Iida, Yusuke Shimizu, Mitsuru Takata, Atsushi Arai, Yusuke Inaba, Keigo Okawa, Kenta Araki, Tomoyoshi Fukushima; izbornik Yoji Omoto
- Južna Koreja - Lee Jin-woo, Kim Dong-hyeok, Kim Byeong-ju, Lee Seon-uk, Gwon Dae-yong, Lee Seong-gyu, Gwon Yeong-gyun, Kim Moon-soo, Chu Min-jong, Han Hyo-min, Seo Kang-won, Song Jae-hoon, Jung Byeong-young; izbornik Go Ki-mura
- Kazahstan - Pavel Lipilin, Yevgeniy Medvedev, Maxim Zhardan, Roman Pilipenko, Miras Aubakirov, Altay Altayev, Murat Shakenov, Yegor Berbelyuk, Stanislav Shvedov, Mikhail Ruday, Ravil Manafov, Yulian Verdesh, Valeriy Shlemov; izbornik Dejan Stanojević
- Novi Zeland - Sid Dymond, Matthew Lewis, Rowan Brown, Ryan Pike, Nicholas Stankovich, Matthew Small, Anton Sunde, Joshua Potaka, Sean Bryant, Matthew Bryant, Louis Clark, Sean Newcombe, Bae Fountain; izbornik Davor Carević

## Turnir

### Skupina A
| Nadnevak   | 1. momčad    | Ishod | 2. momčad    |
| ---------- | ------------ | ----- | ------------ |
| 15. srpnja | Srbija       | 10:10 | Crna Gora    |
|            | Južna Koreja | 3:26  | Grčka        |
| 17. srpnja | Grčka        | 10:10 | Crna Gora    |
|            | Srbija       | 22:2  | Južna Koreja |
| 19. srpnja | Srbija       | 9:3   | Grčka        |
|            | Južna Koreja | 6:24  | Crna Gora    |

|    | Tablica      | I | Pob. | Ner. | Por. | Pos. P | Prim. P | RP  | Bodovi |
| -- | ------------ | - | ---- | ---- | ---- | ------ | ------- | --- | ------ |
| 1. | Srbija       | 3 | 2    | 1    | 0    | 41     | 15      | +26 | 5      |
| 2. | Crna Gora    | 3 | 1    | 2    | 0    | 44     | 26      | +18 | 4      |
| 3. | Grčka        | 3 | 1    | 1    | 1    | 39     | 22      | +17 | 3      |
| 4. | Južna Koreja | 3 | 0    | 0    | 3    | 11     | 72      | -61 | 0      |

### Skupina B
| Nadnevak   | 1. momčad  | Ishod | 2. momčad  |
| ---------- | ---------- | ----- | ---------- |
| 15. srpnja | SAD        | 16:7  | Kazahstan  |
|            | Hrvatska   | 14:4  | Australija |
| 17. srpnja | Australija | 17:8  | Kazahstan  |
|            | SAD        | 7:17  | Hrvatska   |
| 19. srpnja | SAD        | 12:11 | Australija |
|            | Hrvatska   | 21:5  | Kazahstan  |

|    | Tablica    | I | Pob. | Ner. | Por. | Pos. P | Prim. P | RP  | Bodovi |
| -- | ---------- | - | ---- | ---- | ---- | ------ | ------- | --- | ------ |
| 1. | Hrvatska   | 3 | 3    | 0    | 0    | 52     | 16      | +36 | 6      |
| 2. | SAD        | 3 | 2    | 0    | 1    | 35     | 35      | 0   | 4      |
| 3. | Australija | 3 | 1    | 0    | 2    | 32     | 34      | -2  | 2      |
| 4. | Kazahstan  | 3 | 0    | 0    | 3    | 20     | 54      | -34 | 0      |

### Skupina C
| Nadnevak   | 1. momčad   | Ishod | 2. momčad   |
| ---------- | ----------- | ----- | ----------- |
| 15. srpnja | JAR         | 3:23  | Španjolska  |
|            | Novi Zeland | 4:24  | Mađarska    |
| 17. srpnja | Mađarska    | 13:11 | Španjolska  |
|            | JAR         | 8:8   | Novi Zeland |
| 19. srpnja | JAR         | 5:23  | Mađarska    |
|            | Novi Zeland | 3:23  | Španjolska  |

|    | Tablica     | I | Pob. | Ner. | Por. | Pos. P | Prim. P | RP  | Bodovi |
| -- | ----------- | - | ---- | ---- | ---- | ------ | ------- | --- | ------ |
| 1. | Mađarska    | 3 | 3    | 0    | 0    | 60     | 20      | +40 | 6      |
| 2. | Španjolska  | 3 | 2    | 0    | 1    | 57     | 19      | +38 | 4      |
| 3. | JAR         | 3 | 0    | 1    | 2    | 16     | 54      | -38 | 1      |
| 4. | Novi Zeland | 3 | 0    | 1    | 2    | 15     | 55      | -40 | 1      |

### Skupina D
| Nadnevak   | 1. momčad | Ishod | 2. momčad |
| ---------- | --------- | ----- | --------- |
| 15. srpnja | Brazil    | 5:14  | Italija   |
|            | Njemačka  | 9:9   | Japan     |
| 17. srpnja | Japan     | 7:9   | Italija   |
|            | Brazil    | 8:15  | Njemačka  |
| 19. srpnja | Brazil    | 9:11  | Japan     |
|            | Njemačka  | 7:8   | Italija   |

|    | Tablica  | I | Pob. | Ner. | Por. | Pos. P | Prim. P | RP  | Bodovi |
| -- | -------- | - | ---- | ---- | ---- | ------ | ------- | --- | ------ |
| 1. | Italija  | 3 | 3    | 0    | 0    | 31     | 19      | +12 | 6      |
| 2. | Njemačka | 3 | 1    | 1    | 1    | 31     | 25      | +6  | 3      |
| 3. | Japan    | 3 | 1    | 1    | 1    | 27     | 27      | 0   | 3      |
| 4. | Brazil   | 3 | 0    | 0    | 3    | 22     | 40      | -18 | 0      |

### Izbacivanje
|  | Krnja šesnaestina završnice | Krnja šesnaestina završnice |            |            | Četvrtzavršnica | Četvrtzavršnica |            |                     | Poluzavršnica       | Poluzavršnica |  |  | Završnica | Završnica |
|  |                             |                             |            |            |                 |                 |            |                     |                     |               |  |  |           |           |
|  |                             |                             |            |            | 23. srpnja      |                 |            |                     |                     |               |  |  |           |           |
|  | 21. srpnja                  |                             |            |            |                 |                 |            |                     |                     |               |  |  |           |           |
|  | Srbija                      | 9                           |            |            |                 |                 |            |                     |                     |               |  |  |           |           |
|  | Srbija                      | 9                           | Španjolska | 15         | 25. srpnja      | 25. srpnja      |            |                     |                     |               |  |  |           |           |
|  |                             | Španjolska                  | Španjolska | 15         | 25. srpnja      | 25. srpnja      | 12         |                     |                     |               |  |  |           |           |
|  | Japan                       | Španjolska                  | 7          |            | Španjolska      | 6               | 12         |                     |                     |               |  |  |           |           |
|  | Japan                       | 23. srpnja                  | 7          |            | Španjolska      | 6               |            |                     |                     |               |  |  |           |           |
|  | 21. srpnja                  | 21. srpnja                  |            | Hrvatska   | 5               |                 |            |                     |                     |               |  |  |           |           |
|  | 21. srpnja                  | 21. srpnja                  | Hrvatska   | Hrvatska   | 5               | 10              |            |                     |                     |               |  |  |           |           |
|  | JAR                         | 5                           | Hrvatska   |            |                 | 10              | 27. srpnja | 27. srpnja          |                     |               |  |  |           |           |
|  | JAR                         | 5                           |            | Njemačka   | 8               |                 | 27. srpnja | 27. srpnja          |                     |               |  |  |           |           |
|  | Njemačka                    | 25                          |            | Njemačka   | 8               | Španjolska      | 5          |                     |                     |               |  |  |           |           |
|  | Njemačka                    | 25                          | 23. srpnja |            |                 | Španjolska      | 5          |                     |                     |               |  |  |           |           |
|  | 21. srpnja                  | 21. srpnja                  |            | Italija    | 10              |                 |            |                     |                     |               |  |  |           |           |
|  | 21. srpnja                  | 21. srpnja                  | Mađarska   | Italija    | 10              | 10              |            |                     |                     |               |  |  |           |           |
|  | Crna Gora                   | 9 (2)                       | Mađarska   | 25. srpnja | 25. srpnja      | 10              |            |                     |                     |               |  |  |           |           |
|  | Crna Gora                   | 9 (2)                       |            | 25. srpnja | 25. srpnja      | Australija      | 9          |                     |                     |               |  |  |           |           |
|  | Australija                  | 9 (4)                       |            | Mađarska   | 10              | Australija      | 9          | Za brončano odličje | Za brončano odličje |               |  |  |           |           |
|  | Australija                  | 9 (4)                       | 23. srpnja | Mađarska   | 10              |                 |            | Za brončano odličje | Za brončano odličje |               |  |  |           |           |
|  | 21. srpnja                  | 21. srpnja                  |            | Italija    | 12              |                 | 27. srpnja | 27. srpnja          |                     |               |  |  |           |           |
|  | 21. srpnja                  | 21. srpnja                  | Italija    | Italija    | 12              | 7               | 27. srpnja | 27. srpnja          |                     |               |  |  |           |           |
|  | Grčka                       | 11                          | Italija    |            |                 | 7               | Hrvatska   | 10                  |                     |               |  |  |           |           |
|  | Grčka                       | 11                          |            | Grčka      | 6               |                 | Hrvatska   | 10                  |                     |               |  |  |           |           |
|  | SAD                         | 9                           |            | Grčka      | 6               | Mađarska        | 7          |                     |                     |               |  |  |           |           |
|  | SAD                         | 9                           |            |            |                 | Mađarska        | 7          |                     |                     |               |  |  |           |           |

| Pobjednici             |
| ---------------------- |
| Italija Četvrti naslov |